# Pokrzewka czarnogardła

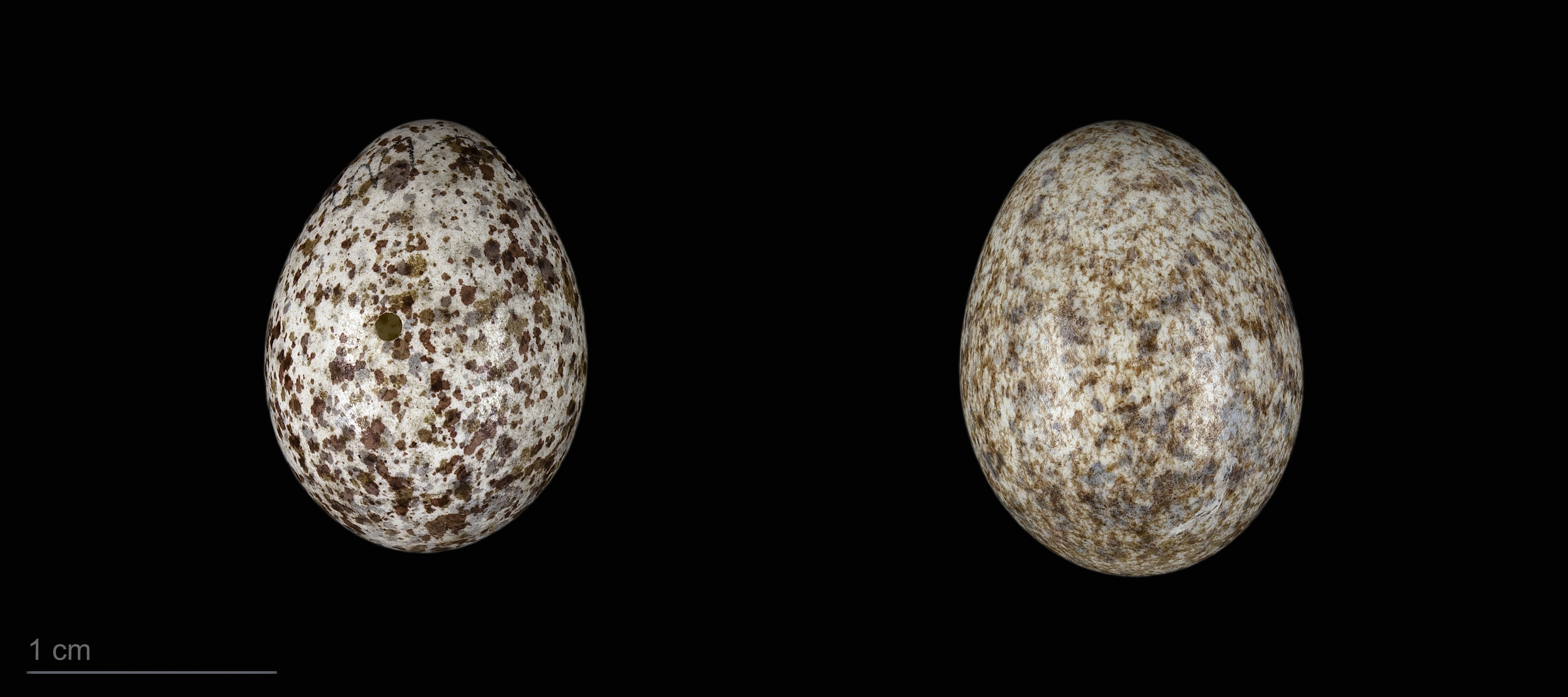
Curruca ruppeli

Pokrzewka czarnogardła (Curruca ruppeli) – gatunek małego ptaka z rodziny pokrzewek (Sylviidae). Śpiewa w locie albo na jakimś eksponowanym stanowisku. Gatunek monotypowy.
WystępowanieGniazduje na południu Grecji, na Krecie, niektórych wyspach Morza Egejskiego oraz w zachodniej i południowej Turcji, rzadko w północno-zachodniej Syrii. Zimuje w północnej Afryce oraz w środkowym i wschodnim Sahelu (głównie Czad i Sudan). Zasiedla cierniste krzewy, makię, kamieniste zbocza i wąwozy.
WyglądWystępuje bardzo wyraźny dymorfizm płciowy. Samiec ma czarny wierzch głowy i gardło oraz biały pasek przyżuchwowy. Szary wierch ciała, czarny ogon (z białymi brzegami) oraz skrzydła, ale lotki i pokrywy skrzydłowe mają białe obrzeżenie. Jasnoszary spód ciała. Samice całe szare, z ciemniejszymi, brązowawymi skrzydłami i jaśniejszym spodem oraz brudnobiałym gardłem. U obu płci czerwone nogi, oczy i obrączka oczna.
Wymiarydługość ciała: 14 cm
rozpiętość skrzydeł: 18–21 cm
masa ciała: 9–15 g
GłosTwarde „tak tak”, śpiewa szorstkimi trajkotami, które przeplata okrzykami oraz melodyjnymi tonami.
StatusIUCN uznaje pokrzewkę czarnogardłą za gatunek najmniejszej troski (LC, Least Concern) nieprzerwanie od 1988 roku. Liczebność światowej populacji, według wstępnych szacunków z 2015 roku, mieści się w przedziale 315 000 – 1 599 999 dorosłych osobników. Trend liczebności populacji uznawany jest za spadkowy.